# Сапожков, Евгений Владимирович
Евгений Владимирович Сапожков (род. 2 мая 1978, Дубки, Ярославская область) — российский хоккеист, защитник.

## Биография
Воспитанник ярославского «Торпедо». Выступал за команды «Торпедо-2» Ярославль (1993/94 — 1996/97), «Торпедо» Ярославль (1995/96 — один матч в МХЛ), «Торпедо-2» НН (1996/97), «Салават Юлаев» (1997/98), «Новойл» (1997/98), ХК ЦСКА (1998/99), «Нефтехимик-2» (1999/2000), «Сибирь» (1999/2000), «Рубин» / «Газовик» Тюмень (1999/2000 — 2003/04, 2010/11), «Витязь» Чехов (2004/05, 2008/09 — 2009/10), «Северсталь» (2005/06 — 2006/07), «Спартак» Москва (2007/08), «Лада» (2010/11), «Сокол» Красноярск (2011/12), «Кристалл» Саратов (2011/12, 2012/13 — 2013/14), «Ариада-Акпарс» Волжск (2011/12), «Кубань» Краснодар (2012/13).
Чемпион Европы среди юниоров 1996. Сыграл 9 матчей за юниорскую сборную.
В 2014—2016 годах — тренер в школе ярославского «Локомотива».